# Крила Надії (благодійний фонд)
Благодійний фонд «Крила Надії» — неприбуткова благодійна організація, заснована у 2007 році в місті Львів.

## Мета
- допомога дітям, що мають онкозахворювання;
- поширення волонтерської діяльності.

## Опис
Благодійний фонд «Крила надії» входить в «Українську Відкриту Асоціацію організацій, груп та осіб які працюють з онкохворими дітьми». За період існування, організацією проведено ряд суспільних гуманітарних акцій та заходів, щодо допомоги тяжкохворим дітям. БФ «Крила надії» має практичний досвід вирішення низки проблем онкохворих дітей та їх сімей.  
Допомога впроваджується як через збір коштів для конкретної недужої людини чи у реабілітаційній програмі занять з важкохворими дітьми у лікарнях, так і при закупці для пацієнтів необхідного медичного обладнання та препаратів. Фонд «Крила надії» співпрацює з різними громадськими та волонтерськими організаціями, приватними активістами, а також з господарськими суб’єктами та місцевою владою, що є свідченням висвітлення у мас-медіа.

## Співробітники Фонду
Спектор Уляна Ігорівна — Голова наглядової ради фонду
Сенчук Олена Юрівна — Президент фонду
Ліпська Наталія Сергіївна — Директор фонду, волонтер «Відкритої асоціації організацій, груп та осіб, що працюють з онкохворими дітьми»
Анісімова Марина — координатор напрямку «Я маю надію»
Яким'юк Соломія — координатор напрямку  «Терапія радісттю»

## Гуманітарна допомога
Допомога важкохворим дітям, а також сім’ям учасників АТО.

## Партнери фонду
- Українська відкрита асоціація організаці, груп і лиць, що працюють з дітьми хворими на онкозахворювання «Жити завтра» [Архівовано 11 лютого 2012 у Wayback Machine.]
- Родинний форум «Малеча» [Архівовано 6 січня 2012 у Wayback Machine.]